# Úvalno
Úvalno (niem. Lobenstein, pol. Uwalno) – wieś w Czechach, w kraju morawsko-śląskim, w okresie Bruntál, położona niedaleko granicy z Polską. Według danych z dnia 1 stycznia 2012 liczyła 1002 mieszkańców. We wsi znajduje się przystanek kolejowy Úvalno.

## Transport
Od grudnia 2007 roku w miejscowości funkcjonuje drogowe miejsce do przekraczania granicy państwowej z Polską Úvalno–Branice-Zamek, przez most na rzece Opawie dla samochodów do 7,5 t.

## Osoby urodzone w Úvalnie
- Hans Kudlich (1823–1917), polityk austrośląski, wnioskodawca odwołania niewoli
- Josef Kinzel (1852–1925), austriacki malarz
- Kurt Tepperwein (1932–), niemiecki terapeuta i uzdrowiciel

## Regiony partnerskie
- Gmina Branice, Polska
- Powiat głubczycki, Polska